# Cypraeerato bimaculata
Cypraeerato bimaculata is een slakkensoort uit de familie van de Eratoidae. De wetenschappelijke naam van de soort werd voor het eerst geldig gepubliceerd in 1878 door Tate.